# Cartílago de tiburón

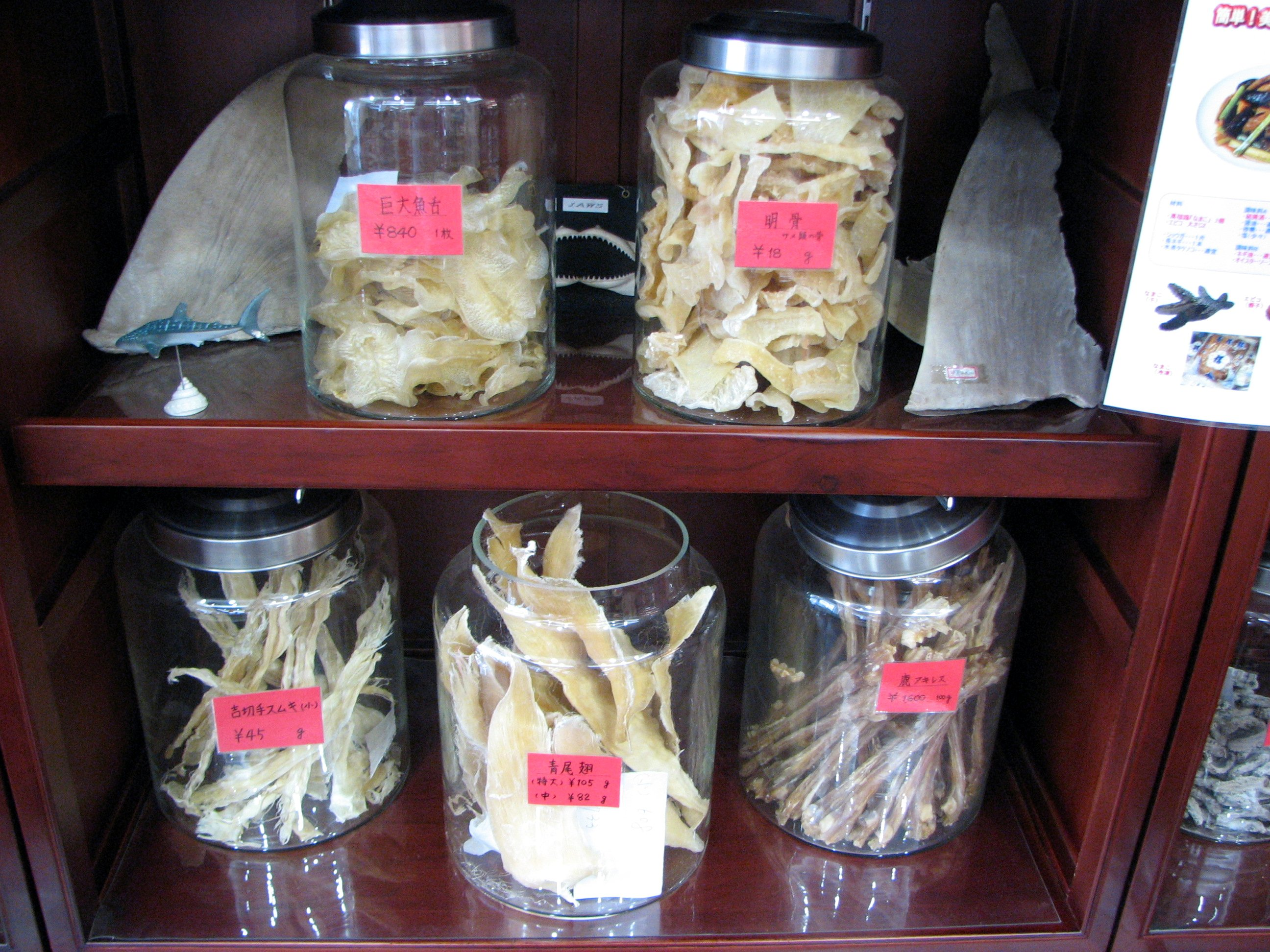
Cartílago de tiburón de venta en una farmacia de medicinas tradicionales japonesa.

En la medicina complementaria y alternativa, el cartílago de tiburón fue conocido como un producto alimenticio usado como terapia biológica, es decir, basada en sustratos biológicos que se encuentran en la naturaleza, al cual se le atribuían propiedades regenerativas de las articulaciones. Popularmente se sigue creyendo que tiene propiedades regenerativas; sin embargo, hoy se sabe en cualquier Facultad de Medicina que esto es falso. De hecho, no regenera la superficie articular humana, y además contiene un componente BMAA, una neurotoxina humana relacionada con la enfermedad de Alzheimer. 

## Indicaciones
El cartílago de tiburón fue un complemento de las dietas sobre todo para los deportistas, quienes lo utilizaron para evitar el desgaste de las articulaciones por el exceso de ejercicio. Casi siempre va acompañando a minerales y aminoácidos para regenerar el cartílago de la articulación dañada.
El cartílago de tiburón es un producto natural que normalmente se comercializa en las herboristerías. La exitosa producción y venta del cartílago de tiburón, junto con otros productos del mercado de los alimentos funcionales, se debe a una respuesta a la mayor demanda por parte de los consumidores de ingerir altas dosis de estos componentes a los cuales se les ha atribuido propiedades "saludables". 
Su utilidad no es mayor que cualquier otro producto a base de cartílago o de glucosamina, por lo que el ser extraído de tiburones tienen más que ver con marketing que con efectividad. También se han descrito efectos adversos y contraindicaciones.

## Controversia
Al producto del cartílago de tiburón se le atribuyen efectos para inhibir la angiogénesis, formación anormal de vasos sanguíneos, proceso común en multitud de patologías incluyendo el cáncer. Esto ha sido desaprobado desde el caso de Lane Labs, empresa productora y distribuidora de cápsulas de cartílagos de tiburón "BeneFin", con el cual la Federal Trade Comission de EE. UU. obligó a esta compañía a detener la producción de estas pastillas y cremas, y devolver todo el dinero a sus consumidores desde el 1999 a 2002. De hecho, la Lanelabs pertenecía al hijo del doctor William Lane, autor del libro Los tiburones no contraen cáncer. El mandamiento legal en contra del cartílago de tiburón de marca "BeneFin" no afecta a otras marcas del producto que no se destinan al tratamiento de enfermedades y cuya venta como suplementos dietéticos es legal.
Alertan acerca del uso de cartílago de tiburón
Lo ofrecen como componente "milagroso" para prevenir cáncer o mejorar las articulaciones y su uso  está ampliamente difundido como componente de suplementos alimenticios "alternativos".  Sin embargo, una investigación llevada a cabo por la Universidad de Miami descubrió un dato preocupante: el cartílago de tiburón contiene toxinas asociadas a la enfermedad de Alzheimer y otras dolencias neurológicas.
La conclusión emergió de un estudio efectuado entre siete especies de tiburón de la costa de Florida, en Estados Unidos. Según reseña el portal de The New York Times en Well, uno de sus blogs médicos, los científicos tomaron muestras de cartílago de los animales y encontraron "grandes cantidades de un componente llamado Beta-metilamino-L-alanina (conocido como BMAA) el cual ha sido relacionado con el desarrollo de enfermedades neurodegenerativas", se lee en well.blogs.nytimes.com. "El hallazgo es importante porque viene creciendo la aceptación de suplementos que contienen cartílago extraído de las aletas de los tiburones. Estos productos tienen mucha popularidad entre los consumidores, que lo aceptan como un producto anticáncer o un remedio para resolver problemas en huesos y articulaciones".
De acuerdo a los datos de The New York Times, el BMAA ha sido encontrado en el cerebro de personas con enfermedades degenerativas como el Alzheimer o la esclerosis lateral amiotrófica. "Un estudio realizado en 2009 determinó que los niveles del compuesto en estos pacientes era de 256 nanogramos por miligramo, mientras los cerebros de pacientes que murieron de otras causas solo tenían pequeñas o ninguna traza. No se ha determinado que el BMAA sea la causa de las enfermedades degenerativas, pero sí se ha establecido que podría ser un factor para su desarrollo".
El Beta-metilamino-L-alanina es un aminoácido generado por unas bacterias contenidas en ciertas algas y se ha determinado que su consumo es altamente peligroso para las neuronas y "produce atrofia muscular y daño nervioso en primates", apunta well.blogs.nytimes.com.